# 유노 (모평절후)
유노(劉奴, ? ~ 기원전 96년)는 전한 중기의 제후로, 제효왕의 손자이다.

## 생애
원수 3년(기원전 120년), 아버지 유설의 뒤를 이어 모평후(牟平侯)에 봉해졌다.
모평절후 25년(기원전 96년)에 죽어 시호를 절이라 하였고, 아들 유갱생이 작위를 이었다.

## 출전
- 반고, 《한서》 권15상 왕자후표 上

| 선대 아버지 모평공후 유설 | 전한의 모평후 기원전 120년 ~ 기원전 96년 | 후대 아들 모평경후 유갱생 |